# 九戸街道
九戸街道（くのへかいどう）とは、青森県八戸市から岩手県岩手郡葛巻町を結ぶ街道。

## 概要
藩政時代、八戸城下から九戸郡軽米村を経由して、岩手郡葛巻村へ至る八戸藩の脇街道。

## 宿場・伝馬継所
- 八戸城下
- 軽米
- 円子
- 伊保内
- 戸田
- 葛巻

## 参考資料
- 青森県史編さん近世部会『青森県史 資料編 近世篇 5 南部２ 八戸藩』青森県、2011年3月31日。
- 木村　礎、藤野　保、村上　直『藩史大辞典　第1巻　北海道・東北編』雄山閣、2002年4月15日。ISBN 4-639-10033-7。